# Сладолед
Сладоледът представлява сладък десерт, който се получава чрез замразяване на млечни продукти и/или плодов сок, като могат да се добавят различни гарнитури.
Основно сладоледът е висококалоричен продукт, но има и диетични сладоледи, изготвени от обезмаслено мляко или извара, с добавяне на заменители на захарта.
За да се получи еднороден сладоледът, е необходимо водата в сместа да е възможно най-малко, за да не образува кристали и парчета лед при ниските температури.

## История
Сладоледът е познат повече от 4000 години, когато китайският елит се е радвал на замразени десерти. Чрез търговските пътища замразените десерти са достигнали до Персийската империя преди около 2500 години. Около 1500 година във Флоренция архитектът и сценограф Бернардо Буонталенти изобретява джелато, предшественика на днешния сладолед, като обогатява сорбето със сметана и яйца.
Сладоледът започва да се произвежда в промишлен мащаб през XIX век. Първата фабрика за сладолед се появява в Балтимор в Съединените щати през 1851 година. С развитието на хладилната промишленост производството на сладоледа се разраства. Първият в света специализиран магазин за сладолед се появява през 1945 година в Съединените щати, в Глендейл и дава началото на веригата Baskin Robbins, която оттогава се превръща в световна мрежа за производитство на сладолед.
Кристиан Кент Нелсън, американец от датски произход, собственик на фабрика за производство на бонбони, веднъж залива партида сладолед с течен шоколад. Така се появява сладоледът ескимо. Новият продукт наричат „ескимоски пай“ (на английски: Eskimo Pie).

## Видове
Съществува голямо разнообразие на сладоледи според вкуса, съставките и формата на предлагане.
Според състава си сладоледът бива:
- сметанов – от сметана с поне 10% масленост и 16% захар;
- млечен – от мляко с 4% масленост и до 20% захар;
- извара или крема сирене, например рикота;
- плодов (сорбе) – без мляко, само с натурални сокове, плодове (20 – 30%) и захар (25 – 30%);
- шоколадов – поне 6% шоколад (или 2,5% какао);
- орехов – 6 – 10% орехи (или други ядки);
- мелба – с плодове и кулинарни украшения (бисквити, шоколад, заливки и др.);
- ескимо – млечен или сметанов сладолед с шоколадова глазура (може да съдържа ядки, шоколадови парченца и др.).

## Употреба
Сладоледът се сервира в специални чаши за сладолед, във вафлени и пластмасови чаши с различна форма (фунийка, кофичка) и на дървена пръчка. В търговската мрежа се предлага и в по-големи пластмасови кутии.
Сладоледът може да бъде и част от различни десерти и напитки – например айскафе.
Съществуват и екзотични способи за сервиране на сладолед – например „пържен сладолед“.